# جيفري سميث
جيفري سميث (بالإنجليزية: Jeff Smith) (و. 1949 – م) هو سياسي، ومحامي، من الولايات المتحدة الأمريكية، ولد في كولومبوس، هو عضوٌ في الحزب الجمهوري، والحزب الديمقراطي الأمريكي.

## مناصب
تولى منصب Member of the Mississippi House of Representatives (منذ 1992).

## التعليم
تعلم في جامعة ولاية ميسيسيبي.